# Der Engel mit dem Flammenschwert
Der Engel mit dem Flammenschwert ist ein deutsches Filmdrama von 1954. Unter der Regie von Gerhard Lamprecht spielen Gertrud Kückelmann und Martin Benrath in den Hauptrollen. Der Geschichte lag ein Hörzu-Zeitungsroman zugrunde.

## Handlung
Einst hatte der Engel mit dem Flammenschwert die Menschen aus dem Paradies vertrieben. Nun drohen sie, so will der Film insinuieren, in ihrem irdischen Dasein endgültig der Sünde anheimzufallen. Zwei der menschlichen „Sünder“ heißen Jürgen und Helga Marein und sind in der jungen Bundesrepublik miteinander verheiratet. Zwei Kinder haben ihr Glück besiegelt. Da kommt eines Tages ein furchtbarer Verdacht auf, der sich wie ein Grabtuch über ihre Liebe legen soll: Beim Staatsanwalt ist eine Anzeige eingegangen. Hierin wird behauptet, dass Helga und Jürgen in Wahrheit Geschwister sein sollen und es sich bei beider Ehe somit um Inzest handele. Für die jungen Eheleute bricht eine Welt zusammen. 
Ihr Leben gerät nun vollkommen aus den Fugen. Helga ist so sehr verzweifelt, dass sie sich das Leben nehmen will. Im letzten Moment kann sie gerettet werden. Jürgen beschließt daraufhin, mit seiner Familie ins Ausland zu fliehen, doch sein Vorhaben wird vereitelt und Jürgen verhaftet. Erst ein Freund Jürgens kann Licht ins Dunkel bringen, indem er den heiklen Fall der Presse mitteilt, die die Geschichte an die Öffentlichkeit bringt. Die versucht, Helgas Mutter, eine Künstlerin, ausfindig zu machen. Jene Gitta Binder hat bislang geglaubt, ihre Tochter lebe nicht mehr. Sie nennt den Namen von Helgas Vater und kann damit zur Aufklärung beitragen. Helgas und Jürgens Ehe kann bestehen bleiben.

## Produktionsnotizen
Gedreht Mitte 1954, fand die Uraufführung am 23. Oktober 1954 im Berliner Delphi-Kino statt. Die deutsche Fernsehpremiere war am 29. Juli 1965 in der ARD.
Die Produktionsleitung hatte Klaus Stapenhorst. Max Mellin und Wolf Englert schufen die Filmbauten, Heinz Terworth sorgte für den Ton.

## Kritiken
In Der Spiegel ist zu lesen: „Ein ordentlicher Schicksalsreißer, unter der Regie von Gerhard Lamprecht stellenweise sehr dezent und intensiv gespielt (Gertrud Kückelmann, Maria Wimmer), aber zugleich ein Problem- und Zeitfilm von der unredlichen, unentschiedenen Art.“
Im Lexikon des Internationalen Films steht: „Clevere Verfilmung eines in den 50er Jahren vielgelesenen Sensationsromans, die zeitbedingte latente Ängste ausnutzt, um ein Kolportagedrama als Problemfilm zu verkaufen.“